# جدول زمانی از حقوق زنان در ایالات متحده آمریکا (به‌غیر از رای‌گیری)
جدول زمانی از حقوق زنان در ایالات متحده (به غیر از رای‌گیری) نشان دهنده تغییرات قانونی و اصلاحات مربوط به حقوق زنان در ایالات متحده است. این شامل اصلاحات واقعی قانون و همچنین سایر تغییرات رسمی است، مانند اصلاحات از طریق تفسیر جدید از قوانین با سابقه. برای چنین مواردی در خارج و همچنین ایالات متحده، به جدول زمانی حقوق قانونی زنان (به غیر از رأی دادن) مراجعه کنید . حق رأی از جدول زمانی حذف شده‌است: برای آن حق، به جدول زمانی رأی دادن زنان در ایالات متحده مراجعه کنید. جدول زمانی همچنین تغییرات ایدئولوژیکی و رویدادهای درون فمینیسم و ضد زن را حذف می‌کند: برای آن، به جدول زمانی فمینیسم در ایالات متحده مراجعه کنید.

## قبل از قرن نوزدهم
دهه ۱۶۰۰
- ماساچوست: قانونی در قرن هفدهم در ماساچوست اعلام کرد که اگر زنان با استفاده از کفش‌های پاشنه بلند مردان را به سمت ازدواج بکشند تحت همان عنوان جادوگران قرار می‌گیرند.

۱۶۴۱
- ماساچوست: استعمارگران بدنه خلیج ماساچوست در سال ۱۶۴۱ اعلام کردند که یک زن متأهل «نباید از اصلاح بدنی یابرهنه شدن توسط شوهرش آزاد باشد.»[۱]

۱۶۶۲
- مستعمره ویرجینیا: مستعمره ویرجینیا قانونی را تصویب کرد که شامل اصل partus sequitur ventrem می‌شود و حاکی از این است که فرزندان مادرانی که به عنوان برده گرفته شده‌اند بدون در نظر گرفتن نژاد و وضعیت پدرشان در حالت بردگی به دنیا می آیند.[۲] این در تضاد با قانون عادی انگلیس برای موضوعات انگلیسی بود که وضعیت فرزند را بر اساس پدر قرار می‌داد.

۱۶۶۴
- مریلند: مریلند اعلام کرد که هر زن انگلیسی که با یک برده ازدواج کند باید به عنوان برده ارباب شوهرش زندگی کند.

۱۷۱۸
- استان پنسیلوانیا (ایالت پنسیلوانیا فعلی ایالات متحده): زنان متأهل در زمان ناتوانی همسر خود مجاز به مالکیت و اداره املاک به نام خود بودند.

## قرن ۱۹
۱۸۲۰–۱۹۰۰
- در درجه اول با تلاش پزشکان در انجمن پزشکی آمریکا و قانونگذاران، بیشتر سقط‌های جنین در ایالات متحده غیرقانونی اعلام شد.

۱۸۲۱
- ماین: زنان متأهل در زمان ناتوانی همسر خود مجاز به مالکیت و اداره املاک به نام خود بودند.
- کانکتیکات: قانون داروخانه‌هایی را که به دلیل ایجاد سقط جنین «سم» به زنان می‌فروختند، هدف قرار داد.

۱۸۲۹
- نیویورک: نیویورک سقط جنین پس از جراحی را به عنوان یک جرم تلقی کرد و سقط جنین را قبل از جان گرفتن یک جرم تلقی کرد.

۱۸۳۵
- آرکانزاس: زنان متأهل مجاز به داشتن مالکیت به نام خودشان هستند (اما کنترل آنها را ندارند).
- ماساچوست: زنان متأهل در زمان ناتوانی همسر مجاز به مالکیت و اداره املاک به نام خود بودند.
- تنسی: زنان متأهل در زمان ناتوانی همسر خود مجاز به مالکیت و اداره املاک به نام خود بودند.

۱۸۳۹
- می‌سی‌سی‌پی: قانون املاک زنان متأهل در سال ۱۸۳۹ به زنان متأهل حق داشتن مالکیت (اما عدم کنترل) املاک را به نام خود اعطا می‌کند.

۱۸۴۰
- ماین: زنان متأهل مجاز به مالکیت اموال به نام خودشان هستند (اما کنترل آنها را ندارند).

۱۸۴۱
- مریلند: زنان متأهل مجاز به داشتن مال (به غیر از کنترل) املاک به نام خودشان بودند.

۱۸۴۲
- نیوهمپشایر: زنان متأهل در زمان ناتوانی همسر خود مجاز به مالکیت و اداره املاک به نام خود بودند.

۱۸۴۳
- کنتاکی: زنان متأهل در زمان ناتوانی همسر خود مجاز به مالکیت و اداره املاک به نام خود بودند.

۱۸۴۴
- ماین: زنان متأهل اقتصاد جداگانه ای دارند.
- ماین: به زنان متأهل مجوز تجارت اعطا کردند.
- ماساچوست: زنان متأهل دارای اقتصاد جداگانه ای هستند.[۳]

۱۸۴۵
- نیویورک: زنان متأهل از حق ثبت اختراع برخوردار شدند.
- فلوریدا: زنان متأهل مجاز به داشتن مالکیت (اما کنترل آن نیستند) به نام خودشان هستند.

۱۸۴۶
- آلاباما: زنان متأهل مجاز به داشتن مالکیت (اما کنترل آن نیستند) به نام خودشان هستند.
- کنتاکی: زنان متأهل مجاز به داشتن مالکیت (اما کنترل آن نیستند) به نام خودشان هستند.
- اوهایو: زنان متأهل مجاز به داشتن املاک به نام خودشان هستند (اما کنترل آنها را ندارند).
- میشیگان: زنان متأهل در زمان ناتوانی همسر مجاز به مالکیت و اداره املاک به نام خود بودند.

۱۸۴۸
- نیویورک: قانون املاک زنان متأهل به زنان متأهل اقتصاد جداگانه اعطا می‌کند.[۴]
- پنسیلوانیا: زنان متأهل اقتصاد جداگانه ای دارند.
- رود آیلند: زنان متأهل دارای اقتصاد جداگانه ای هستند.

۱۸۴۹
- آلاباما: زنان متأهل در زمان ناتوانی همسر خود مجاز به مالکیت و اداره املاک به نام خود بودند.
- کانکتیکات: زنان متأهل در زمان ناتوانی همسر خود مجاز به مالکیت و اداره املاک به نام خود بودند.
- میسوری: زنان متأهل مجاز به داشتن مالکیت (اما کنترل آن نیستند) به نام خودشان هستند.
- کارولینای جنوبی: زنان متأهل مجاز به داشتن اموال به نام خودشان هستند (اما کنترل آنها را ندارند).

دهه ۱۸۵۰
- ایلینوی: هنگامی که ایلینوی اولین بیمارستان خود را برای بیماران روانی در سال ۱۸۵۱ افتتاح کرد، قانونگذار ایالتی قانونی را تصویب کرد که ظرف دو سال از تصویب آن اصلاح شد و به دادرسی عمومی نیاز داشت تا قبل از آنکه شخص برخلاف میل خود مرتکب شود. یک استثنا وجود داشت: شوهر می‌توانست همسر خود را بدون دادرسی علنی یا رضایت او متعهد کند.
- کالیفرنیا: قانون املاک زنان متأهل به زنان متأهل اقتصاد جداگانه اعطا می‌کند.
- ویسکانسین: قانون املاک زنان متأهل به زنان متأهل اقتصاد جداگانه اعطا می‌کند.
- اورگان: زنان مجرد مجاز به مالکیت زمین هستند.[۵]
- تنسی: تنسی به اولین ایالت در ایالات متحده تبدیل شد که صراحتاً ضرب و شتم همسر را غیرقانونی اعلام کرد.[۶]
- نیوجرسی: زنان متأهل اقتصاد جداگانه ای دارند.[۳]
- ایندیانا: زنان متأهل مجاز به داشتن املاک به نام خودشان هستند (اما کنترل آنها را ندارند).
- ویسکانسین: زنان متأهل در زمان ناتوانی همسر خود مجاز به مالکیت و اداره املاک به نام خود بودند.

۱۸۵۴
- ماساچوست: زنان متأهل اقتصاد جداگانه ای دارند.
- میشیگان: زنان متأهل اقتصاد جداگانه ای دارند.
- کانکتیکات: زنان متأهل حق ثبت اختراع را داشتند.
- ماین: زنان متأهل حق کنترل درآمد خود را داشتند.[۳]
- اورگان: زنان متأهل مجاز به داشتن املاک به نام خودشان هستند (اما کنترل آنها را ندارند).
- اورگان: زنان متأهل در زمان ناتوانی همسر خود مجاز به مالکیت و اداره املاک به نام خود بودند.

۱۸۵۹
- کانزاس: قانون اموال زنان متأهل، اقتصاد جداگانه ای به زنان متأهل اعطا کرد.
- نیویورک: قانون املاک زنان متأهل نیویورک در سال ۱۸۶۰ تصویب شد.[۷] زنان متأهل حق کنترل درآمد خود را داشتند.[۳]
- مریلند: زنان متأهل اقتصاد جداگانه ای دارند.
- مریلند: زنان متأهل حق کنترل درآمد خود را داشتند.
- مریلند: به زنان متأهل مجوز تجارت دادند.
- ماساچوست: به زنان متأهل مجوز تجارت دادند.

۱۸۶۱
- ایلینوی: زنان متأهل اقتصاد جداگانه ای دارند.
- اوهایو: زنان متأهل دارای اقتصاد جداگانه ای هستند.
- ایلینوی: زنان متأهل بر درآمد خود کنترل داشتند.
- اوهایو: زنان متأهل بر درآمد خود کنترل داشتند.

۱۸۶۲
- نیویورک: قانون املاک زنان متأهل نیویورک در سال ۱۸۶۰ به این ترتیب اصلاح شد که زنان سرپرستی برابر فرزندان خود را از دست دادند و فقط بر تصمیمات مربوط به کارآموزی و تعیین سرپرستان وصیت حق وتو داشتند. همچنین، بخشهایی از قانون ۱۸۶۰ که زن و شوهر را در موارد نداشتن وصیت نامه مساوی می‌کرد، لغو شد.[۷]

۱۸۶۵
- لوئیزیانا: زنان متأهل در زمان ناتوانی همسر خود مجاز به مالکیت و اداره املاک به نام خود بودند.
- ایلینوی: در سال ۱۸۶۷، ایالت ایلینوی «لایحه ای برای حمایت از آزادی شخصی» را تصویب کرد که به تمام افراد متهم به جنون، از جمله همسران، حق دادرسی عمومی داد.[۸]
- آلاباما: زنان متأهل اقتصاد جداگانه ای دارند.
- نیوهمپشایر: زنان متأهل اقتصاد جداگانه ای دارند.

۱۸۶۸
- کارولینای شمالی: زنان متأهل دارای اقتصاد جداگانه ای هستند.
- آرکانزاس:به زنان متأهل مجوز تجارت دادند.
- کانزاس: زنان متأهل اقتصاد جداگانه ای دارند.
- کانزاس: به زنان متأهل مجوز تجارت اعطا کردند.
- کانزاس: زنان متأهل بر درآمد خود کنترل داشتند.
- کارولینای جنوبی: زنان متأهل مجاز به داشتن اموال به نام خودشان هستند (اما کنترل آنها را ندارند).
- جورجیا: زنان متأهل مجاز به مالکیت اموال به نام خودشان هستند (اما کنترل آنها را ندارند).

۱۸۶۹
- مینه سوتا: زنان متأهل دارای اقتصاد جداگانه ای هستند.
- جورجیا: زنان متأهل دارای اقتصاد جداگانه ای هستند.[۹]
- کارولینای جنوبی: زنان متأهل اقتصاد جداگانه ای دارند.
- کارولینای جنوبی: به زنان متأهل مجوز تجارت اعطا کردند.
- تنسی: زنان متأهل دارای اقتصاد جداگانه ای هستند.
- آیووا: زنان متأهل بر درآمد خود کنترل داشتند.
- ایلینوی و ماساچوست: در سال ۱۸۶۹ قانونی در ایلینوی و ماساچوست تصویب شد که به زنان متأهل حق داشتن مالکیت و حضانت فرزندانشان را می‌دهد.[۱۰]

۱۸۷۱
- می‌سی‌سی‌پی: زنان متأهل اقتصاد جداگانه ای دارند.
- می‌سی‌سی‌پی: به زنان متأهل مجوز تجارت اعطا کردند.
- می‌سی‌سی‌پی: زنان متأهل بر درآمد خود کنترل داشتند.
- آریزونا: زنان متأهل اقتصاد جداگانه ای دارند.
- آریزونا:به زنان متأهل مجوز تجارت اعطا کردند.

۱۸۷۲
- پنسیلوانیا: زنان متأهل بر درآمد خود کنترل داشتند.
- کالیفرنیا: زنان متأهل دارای اقتصاد جداگانه ای هستند.
- مونتانا: زنان متأهل اقتصاد جداگانه ای داشتند.
- کالیفرنیا: به زنان متأهل مجوز تجارت اعطا کردند.
- کالیفرنیا: زنان متأهل بر درآمد خود کنترل داشتند.
- ویسکانسین: زنان متأهل بر درآمد خود کنترل داشتند.

۱۸۷۳
- آرکانزاس: زنان متأهل اقتصاد جداگانه ای دارند.
- کنتاکی: زنان متأهل اقتصاد جداگانه ای دارند.
- کارولینای شمالی: زنان متأهل بر درآمد خود کنترل داشتند.
- کنتاکی:به زنان متأهل مجوز تجارت اعطا کردند.
- آرکانزاس: زنان متأهل بر درآمد خود کنترل داشتند.
- دلاور: زنان متأهل بر درآمد خود کنترل داشتند.
- آیووا: زنان متأهل دارای اقتصاد جداگانه ای هستند.
- نوادا: زنان متأهل اقتصاد جداگانه ای دارند.
- آیووا: به زنان متأهل مجوز تجارت دادند.
- نوادا:به زنان متأهل مجوز تجارت دادند.
- نوادا: زنان متأهل بر درآمد خود کنترل داشتند.
- قانون کامستک یک قانون فدرال بود که در ۳ مارس ۱۸۷۳ توسط کنگره ایالات متحده تصویب شد، به عنوان قانون «جلوگیری از تجارت و ادبیات زشت و مقالات استفاده غیراخلاقی». این قانون استفاده از خدمات پستی ایالات متحده برای ارسال هر یک از موارد زیر را جرم تلقی می‌کند:[۱۱]
  - اروتیکا
  - پیشگیری از بارداری
  - سقط جنین
  - اسباب بازی‌های جنسی
  - نامه‌های شخصی اشاره به هرگونه محتوای جنسی یا اطلاعات
  - اطلاعات مربوط به موارد فوق

در جاهایی مانند واشینگتن دی سی، که صلاحیت مستقیم دولت فدرال را در اختیار داشت، این اقدام باعث شد که فروش، بخشش یا داشتن هرگونه انتشار «ناپسند» یک جرم بدلی باشد که مجازات آن به حبس و حبس محکوم می‌شود. نیمی از ایالت‌ها نیز قوانین مشابه ضد فحاشی را تصویب کردند که داشتن و فروش مواد ناپسند، از جمله داروهای ضدبارداری را نیز ممنوع کرد.
این قانون به نام بنیانگذار اصلی آن، آنتونی کامستاک نامگذاری شد. به دلیل اجرای شخصی قانون در روزهای ابتدایی ان، کمستک کمسیونی از مدیرکل پست دریافت کرد تا به عنوان نماینده ویژه خدمات پستی ایالات متحده خدمت کند.
- Bradwell v. ایالت ایلینوی، 83 US ۱۳0 (1873)،[۱۳] یک پرونده دادگاه عالی ایالات متحده بود که قرائت محدود بند امتیازات یا مصونیت‌های اصلاحیه چهاردهم را قوت بخشید و تعیین کرد که حق انجام حرفه از این امتیازات نیست. این پرونده همچنین به دلیل چالش متمم ۱۴ در اوایل تبعیض جنسی در ایالات متحده قابل توجه است. در این مورد دادگاه عالی ایالات متحده معتقد است که ایلینوی طبق قانون اساسی مجوزهای قانونی زنان را رد می‌کند، زیرا حق وکالت یکی از امتیازات و مصونیت‌هایی نیست که با اصلاحیه چهاردهم تضمین شده‌است. دادگاه عالی ایلینوی تأیید کرد.

۱۸۷۴
- ماساچوست: زنان متأهل بر درآمد خود کنترل داشتند.
- نیوجرسی: زنان متأهل بر درآمد خود کنترل داشتند.
- رود آیلند: زنان متأهل بر درآمد خود کنترل داشتند.
- نیوجرسی: زنان متأهل مجوز تجارت دادند.
- کلرادو: زنان متأهل اقتصاد جداگانه ای دارند.
- ایلینوی: زنان متأهل مجوز تجارت اعطا کردند.
- مینه سوتا: زنان متأهل مجوز تجارت اعطا کردند.
- مونتانا: زنان متأهل بر درآمد خود کنترل داشتند.
- مونتانا: زنان متأهل مجوز تجارت دادند.
- کلرادو: زنان متأهل مجوز تجارت اعطا کردند.
- کلرادو: زنان متأهل بر درآمد خود کنترل داشتند.